# Площа Фінсбері
Площа Фінсбері (англ. Finsbury Circus) — парк у Лондонському Сіті, Англія площею 2,2 га є найбільшим громадським відкритим простором у межах Сіті.
Назва «кругла площа» (англ. circus) відображає еліптичну форму простору, подібну до Circus Maximus стародавнього Риму, в даному випадку з довгою віссю, що простягається зі сходу на захід.
Площа має клуб з Боулзу на траві посередині, який існує в садах з 1925 року.
Поруч знаходиться естрада, збудована 1955 року.

## Історія
Цирк був створений в 1812 році на площі, яка спочатку була частиною маєтку Фінсбері, що існувала з 1527 року, на якій стояла друга Королівська лікарня в Бефлеме з 1675 року. Початкові будинку, останні з яких були знесені в 1921 році, були призначені для торговців і панів, але незабаром були розбиті всередині країни і здані в оренду для адвокатів та інших професій. Сади, в яких є ланцюг з липи, були розроблені Вільямом Монтегю по специфікаціям архітектора Джорджа Танцю Молодшого в 1815 році. У 1819 році Лондонський інститут перейшов в «геніально сплановані і елегантно деталізовані» приміщення, спроектовані Вільямом Бруком в північній частині цирку; він закрився в 1912 році, а будівлі були використані для Лондонського університету до їх знесення в 1936 році.
Цирк був відкритий як громадський парк на початку 20-го століття, відповідно до повноважень, наданих корпорацією міста Лондона відповідно до Закону 1900. Сади раніше були приватним простором для використання вільних власників або орендарів навколишніх будинків, які заперечували проти їх примусової покупки, побоюючись, що їх використання громадськістю створить незручності, яка знизить вартість їх майна. Кампанію по створенню громадського простору очолив Альфеус Мортон, депутат-Олдерман для Farringdon Without і член комітету по вулицях Корпорації, і цирк став відомий в корпорації як «Парк Мортона».
Проходячи по північно-західному квадраті овалу, з фронтами на дорогах, що входять в цирк із заходу, масивний британський будинок Едвіна Лютіенса (1921-25, клас II перерахував), призначений для англо-перської нафтової компанії, яа стала BP; його самостійні архітектурні скульптури — Френсіс Дервент Вуд. Він був побудований на місці останніх залишків оригінальних будинків, і тепер він є домом для міжнародної юридичної фірми Стефенсон Харвуд.
Найближча станція метро — Моргейт, на захід, а парк також розташований недалеко від станції Ліверпуль Стріт; обидві знаходяться в межах близько двохсот метрів. Він розташований в палаті Колеман Стріт.
Фінсберський цирк був використаний як фініш для Майглія Квадрато щороку. В останні роки він також приймав початок Майглія Квадрато, так як початок заходу було знято з ринку Смітфілд Маркет.